# دم‌پارویی پرپاحنایی
دم‌پاروی پرپاحنایی (نام علمی: Ocreatus addae) گونه‌ای از مرغ مگس در تبار خورشیدرخشان‌تباران (Heliantheini) در زیرتیرهٔ خورشیدیان (Lesbiinae) است. در بولیوی و پرو یافت می‌شود.